# Out of Blue
「Out Of Blue」（アウト・オブ・ブルー）は、岡村靖幸のデビューシングル。1986年12月1日にEPIC・ソニーから発売された。

## 概要
青々しく薄暗い場所で岡村が歌唱し、左上に自身の名前が表示されているMV映像が制作された。発売形態は、7インチレコード（アナログ盤）のみ。B面「幾千年分のPAIN」は、後に発売された『岡村ちゃん大百科』で初CD化。
デビューライブから現在まで、ライブでは必ず演奏される曲。一時期までは、アンコールでの最後の曲（クロージングソング）として披露されていた。

## 収録曲
| 全作詞・作曲: 岡村靖幸、全編曲: 岡村靖幸・西平彰。 |                    |          |            |
| #                                                  | タイトル           | 作詞     | 作曲・編曲 |
| 1.                                                 | 「Out Of Blue」    | 岡村靖幸 | 岡村靖幸   |
| 2.                                                 | 「幾千年分のPAIN」 | 岡村靖幸 | 岡村靖幸   |

## 収録アルバム
| 曲名           | 収録アルバム         | 備考                                                                              |
| -------------- | -------------------- | --------------------------------------------------------------------------------- |
| Out Of Blue    | 『yellow』           |                                                                                   |
| Out Of Blue    | 『早熟』             | 新録バージョン                                                                    |
| Out Of Blue    | 『OH! ベスト』       | 新録バージョン                                                                    |
| Out Of Blue    | 『岡村ちゃん大百科』 | オリジナルバージョン、シングル『ラブ タンバリン』収録のライブバージョン、共に収録 |
| 幾千年分のPAIN | 『岡村ちゃん大百科』 |                                                                                   |